# Марк К'юбан
Марк К'юбан (нар. 31 липня 1958) — американський підприємець-мільярдер, телеведучий і медіавласник, у 2020 році посів 177 місце у рейтингу Forbes 400. Він є власником професійної баскетбольної команди «Даллас Маверікс» Національної баскетбольної асоціації та співвласником 2929 Entertainment. Він також є одним із головних «акул» реаліті-шоу ABC «Shark Tank».

## Молодість й освіта
К'юбан народився у Пітсбурзі, штат Пенсільванія. Його батько, Нортон К'юбан, був оббивником салону автомобілів. Свою матір, Ширлі, К'юбан описав як людину, у якої «щотижня змінюється робота або кар'єрні цілі».
К'юбан — єврей. Він виріс у Маунт-Лебанон, передмісті Піттсбурга, у єврейській робітничій сім'ї. Його дід по батьківській лінії змінив прізвище з «Чабеніський» на «К'юбан» після еміграції з Росії через острів Елліс. Його дідусь і бабуся по материнській лінії були румунськими єврейськими іммігрантами, за словами Браяна, брата Марка, хоча Марк стверджував, що їхня бабуся по материнській лінії була литовкою.
К'юбан вперше почав займатися бізнесом у віці 12 років. Він продав мішки для сміття, щоб заплатити за пару дорогого баскетбольного взуття. Через кілька років він заробляв на продажі марок і монет. У 16 років К'юбан скористався страйком «Пітсбург пост-газетт», розповсюдивши газети з Клівленда до Піттсбурга.
Замість того, щоб відвідувати останній клас школи, він вступив на денну форму до Університету Піттсбурга, де приєднався до братства ΠΛΦ. Він був фанатом «Піттсбург Стілерс» Національної футбольної ліги. Після першого курсу К'юбан перевівся до Індіанського університету в Блумінгтоні, штат Індіана, де у 1981 році закінчив Школу бізнесу Келлі зі ступенем бакалавра наук з менеджменту. Він обрав Школу бізнесу Келлі в Індіані, навіть не відвідавши кампус, оскільки там «було найдешевше навчання з усіх бізнес-шкіл у першій десятці». Під час навчання в коледжі у нього були різні бізнес-підприємства, зокрема бар, уроки дискотеки та магічний лист.
Після закінчення навчання К'юбан повернувся до Піттсбурга та влаштувався на роботу у Mellon Bank. Він занурився у вивчення машин і мереж.

## Ділова кар'єра
7 липня 1982 року К'юбан переїхав до Далласа, штат Техас, де спочатку влаштувався барменом у бар Elan на Грінвілл-авеню, а потім — продавцем у Your Business Software, один з найперших магазинів з роздрібного продажу програмного забезпечення для ПК у Далласі. Його звільнили менш ніж через рік через зустріч з клієнтом, на якій він обговорював новий бізнес замість відкриття магазину.
К'юбан заснував власну компанію MicroSolutions за допомогою своїх попередніх клієнтів із Your Business Software. MicroSolutions спочатку була фірмою з системного інтегрування та торговим посередником програмного забезпечення. Компанія одна з перших почала пропонувати Carbon Copy, Lotus Notes і CompuServe. Одним з найбільших клієнтів компанії була Perot Systems.
Дохід компанії зріс до понад 30 мільйонів доларів США, у 1990 році К'юбан продав MicroSolutions CompuServe, тодішній дочірній компанії H&R Block, за 6 мільйонів доларів. Він заробив близько 2 мільйонів доларів після сплати податків за угоду.

### Audionet і Broadcast.com
У 1995 році К'юбан і його колега, випускник Університету Індіани, Тодд Вагнер, приєдналися до Audionet (заснованого у 1989 році Крісом Джаебом, якому належали 10 % компанії), поєднавши загальний інтерес до виступів «Індіани Гузер», студентської баскетбольної команди, та вебтрансляції. З одним сервером і лінією ISDN Audionet став Broadcast.com у 1998 році. До 1999 року кількість співробітників Broadcast.com зросла до 330, а прибуток до 13,5 млн доларів за другий квартал. У 1999 році Broadcast.com допоміг запустити перший показ мод Victoria's Secret, що транслювався у прямому ефірі. Того року, під час бульбашки доткомів, Yahoo! придбав Broadcast.com за $5,7 мільярда в акціях Yahoo!.
Після продажу Broadcast.com К'юбан застрахувався від ризику зниження вартості акцій Yahoo!, які він отримав в результаті угоди. К'юбана зарахували до «Книги рекордів Гіннеса» за «найбільшу одноразову транзакцію електронної комерції» після покупки реактивного літака Gulfstream V за 40 мільйон доларів через Інтернет у жовтні 1999 року.
Придбання Yahoo! Broadcast.com зараз вважається одним із найгірших інтернет-покупок усіх часів. Broadcast.com та інші служби радіомовлення Yahoo! закрилися протягом кількох років після угоди. К'юбан неодноразово казав, що йому дуже пощастило продати компанію до того, як лопнула бульбашка доткомів. Однак він також підкреслив, що геджування акцій Yahoo!, які він отримав від продажу, допомогло уникнути втрати частини статку.
К'юбан продовжує співпрацювати з Wagner в іншому підприємстві, 2929 Entertainment, яке забезпечує вертикальне інтегроване виробництво та розповсюдження фільмів і відео.
24 вересня 2003 року фірма придбала Landmark Theaters, мережу з 58 артгаусних кінотеатрів. Компанія також відповідала за оновлену версію телевізійного шоу «Star Search», яке транслювалося на CBS. У 2006 році 2929 Entertainment випустила фільм режисера Стівена Содерберга «Пузир».
К'юбан з'явився на обкладинці прем'єрного випуску журналу «Бест» у листопаді 2003 року, який оголосив появу телебачення з високою роздільною здатністю. К'юбан став співзасновником (разом з Філіпом Гарвіном) AXS TV (раніше HDNet), першої мережі супутникового телебачення з високою роздільною здатністю.
У лютому 2004 року К'юбан оголосив, що співпрацюватиме з телекомпанією ABC над створенням реаліті-шоу «Benefactor». Планувалось створити шість епізодів з 16 учасниками, які намагалися виграти 1 мільйон доларів, беручи участь у різноманітних змаганнях, а їхні виступи оцінював К'юбан. Прем'єра відбулася 13 вересня 2004 року, але шоу скасували до виходу повного сезону через низькі рейтинги.
У 2018 році К'юбан посів 190 місце у списку найбагатших людей світу «Форбс» зі статком 3,9 мільярда доларів.
К'юбан фінансово підтримав Grokster у справі Верховного суду MGM v. Grokster. Він також — партнер Synergy Sports Technology, вебінструменту баскетбольного скаутингу та доставлення відео, який використовується багатьма командами НБА.

### Інвестиції у стартапи
К'юбан також допомагав підприємствам у галузі соціального програмного забезпечення та розподілених мереж. Він був власником IceRocket, системи, яка здійснює пошук контенту у блогосфері. К'юбан був партнером RedSwoosh — компанія, яка використовує технологію P2P для надання інтерактивних медіа, зокрема відео та програмного забезпечення, на ПК користувача, пізніше придбаної Akamai. Він також був інвестором компанії Weblogs, Inc., яку придбала AOL.

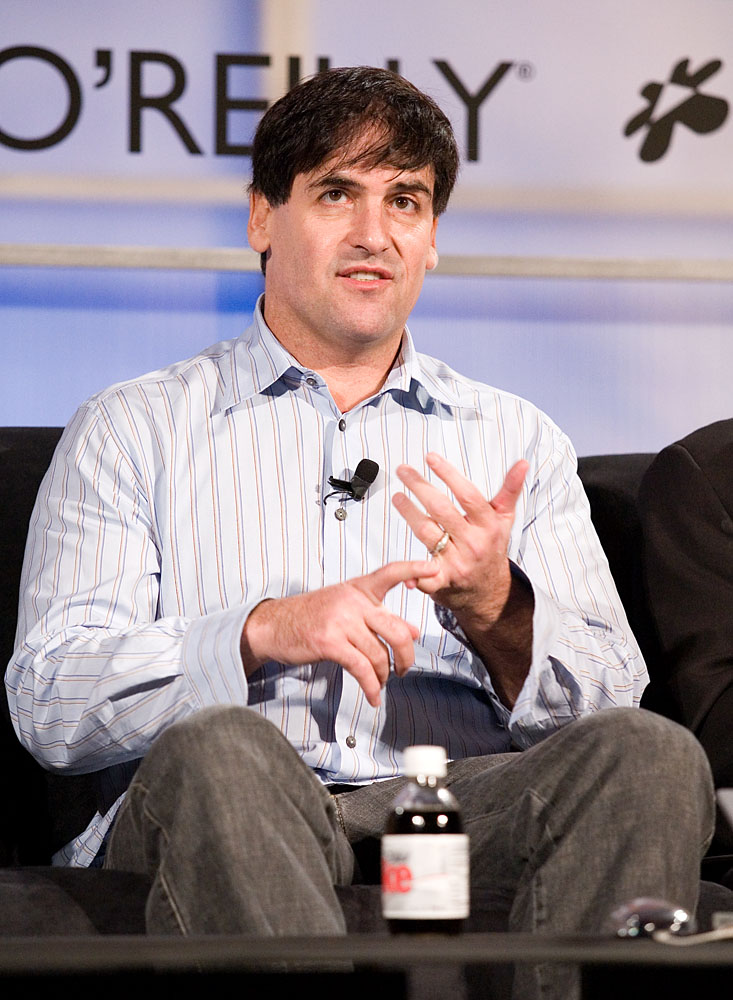
К'юбан на конференції Web 2.0 у 2005 році

У 2005 році К'юбан інвестував у Brondell Inc., стартап із Сан-Франциско, який виготовляє високотехнологічне сидіння під назвою Swash, яке працює як біде, але кріпиться на стандартний унітаз. «Люди схильні однаково підходити до технологій, незалежно від того, чи вони перед ними, чи позаду», — пожартував К'юбан. Він також інвестував у Goowy Media Inc., стартап із розробки інтернет-програмного забезпечення з Сан-Дієго. У квітні 2006 року супутникове радіо «Сіріус» оголосило, що К'юбан вестиме власне щотижневе ток-шоу «Радіо Маверік Марка К'юбана». Однак шоу так і не запустили.
У липні 2006 року запустили вебсайт Sharesleuth.com, який фінансувався К'юбаном, створений колишнім журналістом «Сейнт-Луїс діспатч» Крістофером Кері для виявлення шахрайства та дезінформації у публічних компаніях. Це експеримент з новою-бізнес моделлю, щоб зробити онлайн-журналістику фінансово життєздатною, К'юбан заявив, що придбає акції компаній, згаданих на Sharesleuth.com, напередодні публікації. Бізнес-аналітики та юристи засумнівалися у доцільності короткого продажу до публічних заяв, які можуть призвести до зниження вартості цих акцій. К'юбан наполягов у законності операції, оскільки є повне розкриття інформації.
У квітні 2007 року К'юбан у партнерстві з Mascot Books опублікував свою першу дитячу книгу «Поїхали, Мавсе!». У листопаді 2011 року він написав електронну книгу, об'ємом 30 000 слів «Як перемогти в бізнесі: Якщо я можу це зробити, Ви можете це зробити», як «спосіб отримати мотивацію».
У жовтні 2008 року К'юбан запустив Bailoutsleuth.com як ініціативу знизу, онлайн-портал для нагляду за 700 мільярд доларів «допомоги» для фінустанов.
У вересні 2010 року К'юбан надав нерозкриту суму венчурного капіталу компанії Motionloft. За словами генерального директора компанії Джона Міллса, він з натхненням надіслав К'юбану лист з діловою пропозицією та заявив, що адресат швидко відповів з бажанням дізнатися більше. У листопада 2013 року кілька інвесторів запитали К'юбана про придбання Motionloft. К'юбан заперечував факт придбання. Акціонери звільнили Міллса з посади генерального директора 1 грудня 2013 року, у лютому 2014 року його заарештувало ФБР через введення в оману з приводу покупки Motionloft компанією Cisco. К'юбан офіційно заявив, що технологія, яка принаймні частково, призначена для обслуговування комерційної нерухомості, «змінює правила гри» для орендаторів.
У 2019 році Ештон Кутчер, Стів Воттс та його дружина Анджела вклали 50 % акцій у новий американський бізнес Veldskoen shoes. У 2021 році придбав місто Мустанг (Техас), площею 77 акрів в окрузі Наварро. Він сказав «Dallas Morning News», що приятелю треба було його продати, а «я не знаю, що з ним буду робити, якщо взагалі щось зроблю».

### «Shark Tank»
З другого сезону 2011 року К'юбан був «акулячим» інвестором реаліті-шоу ABC «Shark Tank».
Станом на травень 2015 року він інвестував у 85 угод з 111 епізодах телешоу на загальну суму 19,9 мільйона доларів. Фактичні цифри відрізняються, оскільки інвестування відбувається після перевірки точності інформації, представленої в кімнаті для презентацій. Наприклад, після попередньої угоди на 1,25 мільйона доларів США з Hy-Conn, виробником знімних пожежних шлангів, К'юбан відмовився від інвестування.
Три найпопулярніші угоди, укладені К'юбаном з інвестиціями щонайменше на 1 мільйон доларів — Ten Thirty One Productions, Rugged Maniac Obstacle Race та BeatBox Beverages.
Після приєднання К'юбана до шоу у 2011 році, рейтинги «Shark Tank» зросли, а також під час його участі шоу виграло чотири нагороди Прайм-тайм «Еммі». Станом на 2022 рік К'юбан є другим найбагатшим серед усіх акул, які з'являлися в шоу, після сера Річарда Бренсона.

### Magnolia Pictures
К'юбан володіє кінодистриб'юторською компанією Magnolia Pictures. Через Magnolia він фінансував стрічку «Без цензури», сюжет якої, заснований на вбивствах у Махмудії у 2006 році, режисера та сценариста Браяна Де Пальми. У вересні 2007 року К'юбан, як власник Magnolia Pictures, видалив тривожні фотографії з останніх кадрів «Без цензури», посилаючись на проблеми з авторськими правами/дозволами.
Крім того, у 2007 році К'юбан, як повідомляється, зацікавився розповсюдженням через Magnolia стрічки «Розмінна монета», яка висуває теорію змови щодо подій 11 вересня 2001 року з оповідачем Чарлі Шином. К'юбан сказав «Нью-Йорк пост»: «Ми обговорюємо розповсюдження цього відео із залученням Чарлі як оповідача, а не щодо створення нового фільму. Ми також у пошуку стрічок з протилежною точкою зору. Нам подобаються суперечливі теми, але ми не знаємо з якого боку виходить суперечка».
У квітні 2011 року К'юбан виставив на продаж Magnolia Pictures і Landmark Theaters, але зауважив: «Якщо ми не отримаємо бажану ціну та премію, ми будемо раді продовжувати заробляти гроші на власності».

### Dogecoin
К'юбан інвестував у криптовалюту Dogecoin, а також приймав певну криптовалюту як спосіб оплати за покупки та квитки Dallas Mavericks принаймні з початку 2021 року. Після того, як CNBC поцікавився його думкою про спосіб оплати, К'юбан відповів: «Це засіб, який можна використовувати для придбання товарів і послуг. Спільнота дожів є найсильнішою, коли справа доходить до використання його як засіб розрахунку».

### Компанія Cost Plus Drug
У січні 2022 року Марк К'юбан запустив компанію Mark Cuban Cost Plus Drug з метою зниження цін на дженерики для кінцевих споживачів у США.

### Звинувачення в інсайдерській торгівлі SEC
17 листопада 2008 року було повідомлено, що Комісія з цінних паперів і бірж США (SEC) подала цивільний позов проти К'юбана щодо ймовірної інсайдерської торгівлі акціями Mamma.com, тепер відомої як Copernic. Операції з акціями у червні 2004 року дають підстави вважати на володіння інсайдерською інформацією, що нібито врятувало 750 000 доларів К'юбана. SEC стверджувала, що К'юбан наказав продати свої пакети акцій Mamma.com після того, як компанія конфіденційно звернулася до нього з проханням взяти участь в угоді, яка, ймовірно, призведе до зменшення вартості акцій поточних акціонерів. К'юбан заперечив звинувачення, заявивши, що не погоджувався зберігати інформацію в таємниці. У своєму блозі К'юбан стверджував, що звинувачення неправдиві, а розслідування — «продукт грубого зловживання прокурорськими повноваженнями». У розділі DealBook «Нью-Йорк таймс» повідомлялося на умовах анонімності, на думку К'юбана, розслідування було мотивовано працівником SEC, який образився на його зацікавленість у можливому розповсюдженні фільму «Розмінна монета»
У липні 2009 року окружний суд США відхилив звинувачення проти К'юбана, SEC подала апеляцію. У вересні 2010 року апеляційний суд заявив, що окружний суд припустився помилки, для розгляду справи по суті необхідний подальший судовий розгляд.
16 жовтня 2013 року федеральне журі Техасу ухвалило рішення на користь К'юбана. 9 присяжних винесли вердикт після 3 годин і 35 хвилин обговорень.
У березні 2014 року К'юбан виступив в ефірі CNBC, критикуючи високочастотний трейдинг (HFT). Ті, хто проти HFT, як-от К'юбан, вважають, що ця технологія еквівалентна автоматизованій інсайдерській торгівлі.

## Спортивний бізнес

### «Даллас Маверікс»
4 січня 2000 року К'юбан придбав контрольний пакет акцій клуба НБА «Даллас Маверікс» за 285 мільйонів доларів США у Росса Перо-молодшого.
За 20 років, які К'юбан володіє командою, «Маверікс» здобували перемогу у 40 % матчей, а результати плей-офф 21-32. Наступні 10 років показник склав 69 % перемог у матчах регулярного сезону з виходом у плей-офф у кожному сезоні. Рекорд «Маверікс» в плей-офф з К'юбаном 49-57, включно з першою участю в фіналі НБА у 2006 році, де вони програли «Маямі Гіт».
Історисно склалося, що власники команд НБА публічно виконують більш пасивну роль і дивляться баскетбольні матчі з скайбоксів. К'юбан сидить поряд з вболівальниками, в одязі з символами команди. К'юбан подорожує на своєму приватному літаку, Gulfstream V, у разі ігор на виїзді.
У травні 2010 року Росс Перо-молодший, який володів 5 % акціями команди, подав позов проти К'юбана. У 2010 році К'юбан відповів у судовому позові, що Перо шукає гроші, щоб компенсувати близько 100 мільйонів збитків від девелопменту Victory Park. Позов відхилили у 2011 році частково через твердження К'юбаном про належне керування, оскільки команда перемогла в одній з фінальній грі НБА 2011 року. У 2014 році 5-й окружний суд підтвердив це рішення в апеляції. Після своєї першої поразки Перо спробував заборонити вболівальникам «Маверікс» користуватися паркуванням поряд з «Американ-Ейрлайнс-центр», яке він контролював.
У січні 2018 року К'юбан оголосив, що «Маверікс» прийматиме біткойни як оплату за квитки у наступному сезоні. 4 березня 2021 року К'юбан оголосив, що «Маверікс» почнуть приймати Dogecoin як оплату за товари та квитки на ігри.
На початку 2021 року він вирішив припинити виконання національного гімну на іграх «Даллас Маверікс», щоб «поважати тих, кого, цей гімн не представляє». Він також підтримував цей рух ще наприкінці 2020 року. У відповідь НБА вимагала виконання гімну, з посиланням на свою «давню політику». К'юбан виконав вимоги.

#### Штрафи НБА
Власність К'юбана привертала увагу ЗМІ та викликала суперечки, пов'язані з політикою ліги.

НБА штрафувала К'юбана переважно за критичні висловлювання щодо ліги та суддів, щонайменше на 1,665 мільйона доларів за 13 випадків. В інтерв'ю від 30 червня 2006 року гравець «Маверікс» Дірк Новіцкі сказав про нього:
Він має навчитися контролювати себе так само добре, як це роблять гравці. Ми не можемо постійно втрачати самоконтроль ні на майданчику, ні за його межами, і я думаю, що він має теж цього навчитися. Він має вдосконалюватись у цій галузі, а не кричати протягом усієї гри. Я не вважаю, що це нам допомагає. Він сидить прямо біля нас. Мені здається, це занадто. Ми говорили йому про це раніше. Це не нове. Гра починається, а він вже кричить на них. Тому йому потрібно, як контролювати себе хоч трохи.
В інтерв'ю Associated Press К'юбан сказав, що порівнює штрафи НБА з благодійним внеском. У загальнонаціональному розголосі у 2002 році він розкритикував керівника ліги Еда Т. Раша, сказавши, що він «не зміг би керувати Dairy Queen». Керівництво Dairy Queen образили коментарі К'юбана та запросило його на один день керувати рестораном мережі. К'юбан прийняв запрошення та пропрацював один день у філії у Коппеллі, штат Техас, де вболівальники вишикувалися у чергу на вулиці, щоб отримати Blizzard від власника «Маверікс».
Під час сезону НБА 2005—2006 К'юбан розпочав бурхливу кампанію, коли колишній гравець «Маверікс» Майкл Фінлі став виступати у складі «Сан-Антоніо Сперс» проти «Маверікс». У серії плей-офф у матчах між «Маверікс» і «Сперс» К'юбан вилаяв форварда «Сперс» Брюса Боуена, він отримав штраф від НБА у 25 000 доларів США за появу на корті з критикою офіційних осіб НБА. Після фіналу НБА 2006 року К'юбана оштрафувала НБА на 250 000 доларів США за неодноразову неналежну поведінку після поразки «Маверікс» від «Маямі Гіт» у п'ятій грі фіналу НБА 2006 року.
У лютому 2007 року К'юбан публічно розкритикував Найціннішого гравця фіналу НБА Двейна Вейда та заявив, що його оштрафують, якщо він висловить думку про те, що насправді сталося під час фіналу НБА 2006 року.
16 січня 2009 року ліга оштрафувала К'юбана на 25 000 доларів США за те, що він накричав на гравця «Денвер Наггетс» Джей Ар Сміта В кінці першого тайму матчу між «Маверікс» і «Наггетс», який проходив 13 січня. К'юбана, напевно, розлютив удар Сміта ліктем, від якого ледве ухилився гравець «Маверікс» Антуан Райт. К'юбан запропонував компенсувати штраф благодійним внеском у будь-яку організацію на вибір Сміта, а у разі мовчання Сміта, ці гроші віддасть у фонд Асоціації гравців НХЛ. У травні 2009 року К'юбан згадав «Денвер Наггетс» як «головорізів» після поразки від них у 3-му матчі півфіналу Західної конференції. Заява була адресована команді та її фанатам. Проходячи повз матері Кеньйона Мартіна, яка сиділа поряд з ним, він вказав на неї та сказав: «Це стосується і вашого сина». Цей суперечливий коментар знову привернув увагу ЗМІ. Наступного дня К'юбан перепросив за це. Ліга опублікувала заяву, у якій говорилося, що його не будуть штрафувати.
22 травня 2010 року К'юбана оштрафували на 100 000 доларів за коментарі на інтерв'ю про спробу підписати контракт з Леброном Джеймсом.
Попри свою поведінку він був особливо мовчазним під час чемпіонського плей-офф «Маверікс» у 2011 році.
Попри історію К'юбана з Девідом Стерном, що комісар НБА залишить міцну спадщину «у вигляді зосередженості на зрості та визнанні того, що НБА знаходиться у галузі розваг та те, що це глобальний продукт, а не лише місцевий».
18 січня 2014 року К'юбан знову отримав штраф у розмірі 100 000 доларів США за протистояння з суддями та використання нецензурної лексики на їхню адресу. Як і у випадку з попередніми штрафами, К'юбан підтвердив, що пожертвує суму штрафу на благодійність, однак за умови, що він досягне двох мільйонів підписників у своєму акаунті в Twitter. К'юбан також жартома прокоментував, що не міг відпустити Стерна без належного прощання.
21 лютого 2018 року К'юбан отримав штраф від НБА на 600 000 доларів США за заяву про те, що «Даллас Маверікс» повинні «іти пробоєм до кінця сезону». Комісар Адам Сілвер заявив, що штраф було накладено «за публічні заяви, які завдають шкоди НБА».
6 березня 2020 року НБА оштрафувала К'юбана на 500 000 доларів США, як зазначалося, за «публічну критику та шкідливу поведінку щодо суддівства НБА».

### Major League Baseball
К'юбан неодноразово висловлював інтерес до володіння франшизою Major League Baseball та марно намагався придбати щонайменше три франшизи. У 2008 році він запропонував 1,3 мільярда доларів за «Чикаго Кабс», його запросили взяти участь у другому раунді торгів разом з кількома іншими потенційними групами власників. К'юбана не обрали в остаточному процесі торгів у січні 2009 року. У серпні 2010 року К'юбан разом з Джеффрі Л. Беком активно намагався купити «Техас Рейнджерс». К'юбан запропонував 600 мільйонів доларів, перевершивши конкуруючу групу власників на чолі з колишнім пітчером і виконавчим директором «Рейнджерс» Ноланом Раяном, але програв угоду до того, як «Рейнджерс» зіграли з «Сан-Франциско Джаєнтс» на Світовій серії 2010 року.
У січні 2012 року К'юбан зробив початкову заявку на «Лос-Анджелес Доджерс», але його виключили з другого раунду торгів. К'юбан вважав, що вартість угоди про телевізійні права «Доджерс» надто завищила ціну франшизи. Раніше він заявляв, що не зацікавлений у купівлі франшизи за 1 мільярд доларів, сказавши «Лос-Анджелес таймс» у листопаді 2011 року: «Я не думаю, що франшиза „Доджерс“ коштує вдвічі більше, ніж „Рейнджерс“». Оскільки процес торгів наближався, багато хто припускав, що продаж перевищить 1,5 мільярда доларів, а Джон Гейман з CBS Sports повідомив у Twitter, що принаймні одна ставка у діапазоні від 1 до 1,5 мільярда доларів була зроблена у початковому раунді процесу торгів. Зрештою, «Доджерс» продали за 2,15 мільярда доларів Guggenheim Baseball Management.
К'юбан також раніше висловлював зацікавленість у міноритарному володінні «Нью-Йорк Метс» після оголошення власника Фреда Вілпона у 2011 році, про бажання продати до 25 % акцій команди.
К'юбан хотів придбати «Піттсбург Пайретс», але тодішній власник Кевін Мак-Клатчі відмовив у 2005 році.

### Інші спортивні підприємства
У 2005 році К'юбан висловив зацікавленість у покупці «Піттсбург Пінгвінз» НХЛ. У 2006 році К'юбан приєднався до інвестиційної групи разом з Деном Маріно, Кевіном Міллевоєм, Енді Мерштейном і директорами Walnut Capital Беном Довером і Тоддом Рейдбордом для придбання команди. Зрештою, франшиза відхилила їхню пропозицію, а власники команди Маріо Лем'є та Рональд Беркл забрали команду з ринку.
У Survivor Series від WWE у 2003 році К'юбан брав участь у кейфебі з генеральним менеджером Raw Еріком Бішоффом і борцем Raw Ренді Ортоном. 7 грудня 2009 року К'юбан був запрошеним ведучим Raw, як помста Ортону, коли він був запрошеним арбітром у матчі Ортона проти Кофі Кінгстона, принісши Кінгстону швидку перемогу. Потім він оголосив, що Ортон зустрінеться з Кінгстоном на TLC: Tables, Ladders & Chairs. Наприкінці шоу Шеймус, претендент номер один на звання чемпіона WWE, вдарив Кьюбана об стіл.
12 вересня 2007 року К'юбан заявив, що веде переговори з головою WWE Вінсом Макменом про створення компанії змішаних бойових мистецтв, яка буде конкурувати з UFC. Зараз він є власником облігацій Zuffa, яка раніше була материнською компанією UFC.
К'юбан здійснив свої наміри, організувавши «HDNet Fights» для просування змішаних бойових мистецтв, ексклюзивна трансляція відбувалась на HDNet з 13 жовтня 2007 року, з головним сюжетом бій між Еріком Полсоном і Джеффом Фордом, а також бої за участю ветеранів Дрю Фікета та Джастіна Ейлерса.
З 2009 року К'юбан є учасником щорічної конференції спортивної аналітики MIT Sloan.
У квітні 2010 року К'юбан позичив новоствореній Об'єднаній футбольній лізі (UFL) 5 мільйонів доларів. Він не володів франшизою і не брав участь у повсякденній діяльності ліги чи будь-якої з її команд. У січні 2011 року він подав федеральний позов проти UFL за те, що вони не повернули позику до 6 жовтня 2010 року.
У червні 2015 року К'юбан інвестував у платформу для ставок на кіберспорт Unikrn.
У лютому 2016 року К'юбан придбав основний пакет акцій Професійної футзальної ліги.

## Політична діяльність

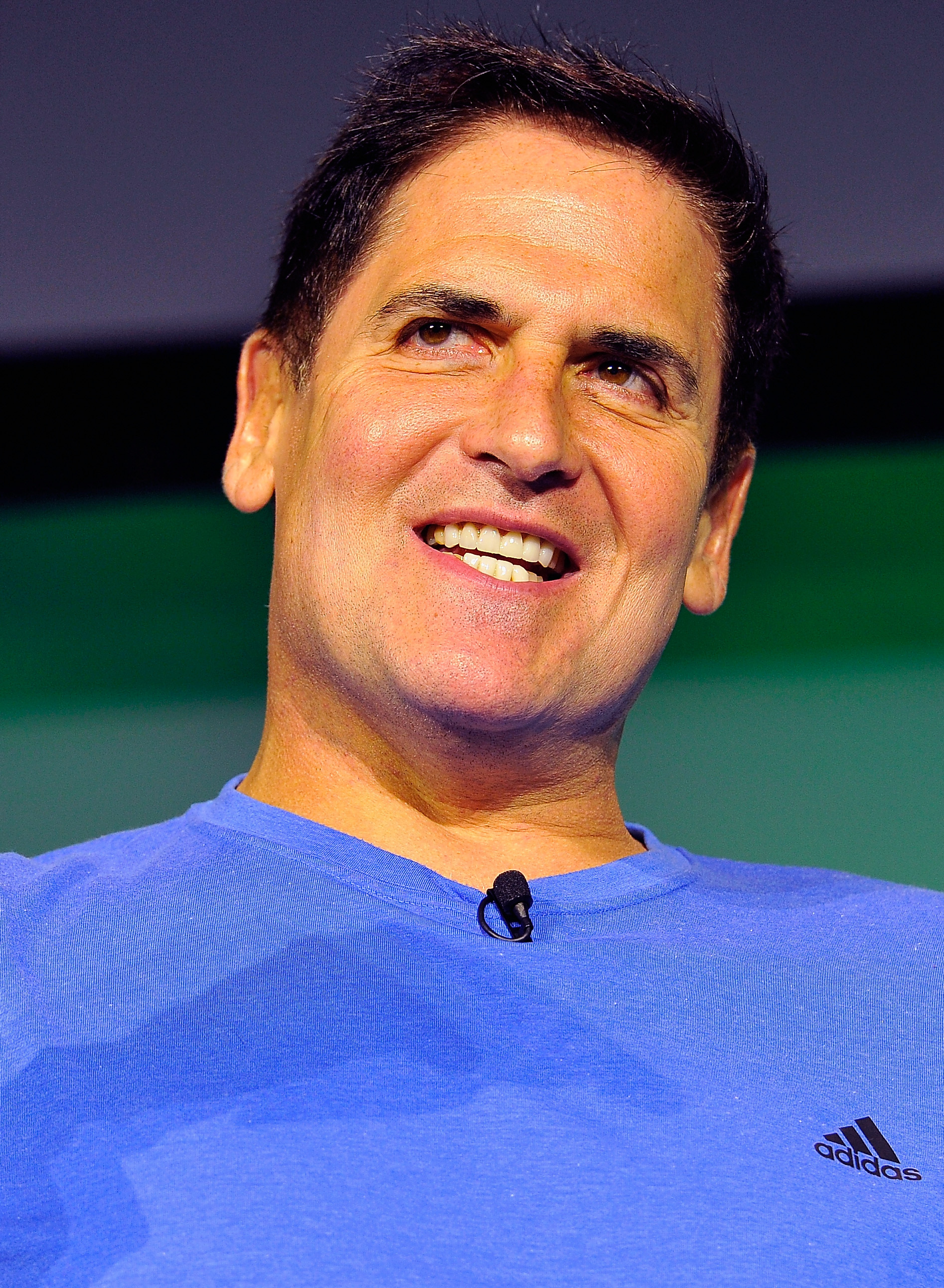
К'юбан на TechCrunch Disrupt (2014)

К'юбан — шанувальник письменниці та філософа Айн Ренд. Її роман «Джерело» став для нього «неймовірною мотивацією. Він спонукав мене мислити як особистість, ризикувати для досягнення своїх цілей і нести відповідальність за свої успіхи та невдачі. Мені це сподобалося». Його політичні погляди схилялися до лібертаріанства. Він обіймав посаду в дорадчій раді центристської політичної організації Unity08. Попри схильність до лібертаріанства, К'юбан стверджував у своєму блозі, що сплата більших податків є найбільш патріотичним вчинком, який хтось може зробити.
У 2012 році К'юбан пожертвував 7000 доларів на політичні кампанії, з яких 6000 доларів пішли сенатору-республіканцю від Юти Орріну Гетчу, а 1000 доларів — члену Конгресу від Каліфорнії від Демократичної партії Зої Лофгрен.
8 лютого 2008 року К'юбан у своєму блозі висловив свою підтримку руху Блумберга, спрямованого на те, щоб переконати мера Нью-Йорка Майкла Блумберга балотуватися на президентських виборах у США 2008 року. К'юбан написав пост, у якому нарікав на поточний стан політики США: «Ви слухаєте, мере Блумберг? За меншу вартість, ніж відкриття фільм-опорка, ви можете змінити статус-кво». Зрештою він проголосував за Барака Обаму на виборах 2008 року.
У листопаді 2012 року у відповідь на те, що Дональд Трамп запропонував президенту Обамі 5 мільйонів доларів як благодійний внесок для організації на вибір Обами, якщо він оприлюднить заявки на отримання паспорта та виписки з коледжів, К'юбан запропонував Трампу 1 мільйон доларів для благодійної організації на вибір Трампа, якщо Трамп поголить голову.
19 грудня 2012 року К'юбан пожертвував 250 000 доларів фонду Electronic Frontier Foundation на підтримку роботи з патентної реформи. Частина коштів профінансувала нову посаду для штатного юриста EFF Джулі Семюелс: Голова Марка К'юбана для ліквідації дурних патентів.
На конференції Code/Media у лютому 2015 року К'юбан сказав про мережевий нейтралітет: «Те що [FCC] контролює інтернет, сильно мене лякає».
К'юбан офіційно підтримав Гілларі Клінтон як кандидата на пост президента 30 липня 2016 року у Пітсбурзі, штат Пенсільванія. Під час зупинки передвиборчої кампанії К'юбан сказав про кандидата від Республіканської партії Дональда Трампа: «Знаєте, як ми називаємо таку людину в Піттсбурзі? Мудак… Чи є у світі більший дурень, ніж Дональд Трамп?».
Згідно з повідомленнями, 22 листопада 2016 року К'юбан зустрівся зі Стівом Бенноном, головним радником тодішнього обраного президента Трампа.
На ток-шоу «Hannity» у травні 2020 року К'юбан підтримав Джо Байдена на президентських виборах у США 2020 року.
2 лютого 2021 року К'юбан приєднався до форуму Reddit WallStreetBets «Запитай мене про що завгодно» з мільйонами учасників спільноти та відповів на питання користувачів, пов'язаними з широко оприлюдненою битвою між роздрібними трейдерами та продавцями, які грають на пониження, з Волл-стріт за акції GameStop. У попередні дні акції GameStop різко зросли до 489 доларів США 28 січня 2021 року порівняно з 17,15 доларів США 4 січня 2021 року. Це зростання відбулося головним чином завдяки організованій групі користувачів Reddit під назвою «WallStreetBets», які помітили, що акції GameStop були сильно скорочені гедж-фірмами Волл-стріт, і запустили наступну кампанію з купівлі достатньої кількості акцій, щоб підвищити їхню вартість і створити стрибок цін на акції GameStop. Згодом акції стали дуже нестабільними, оскільки гедж-фірми змінили своє положення на ринку. Такі фірми, як Melvin Capital, вимагали фінансової допомоги на суму понад 2 мільярди доларів, а роздрібні трейдери відчули надмірні, але тимчасові прибутки, тоді як вартість акцій GameStop впала нижче 100 доларів за кілька днів після закриття на рівні понад 300 доларів. Послідовне падіння у лютому викликало багато запитань щодо наступних кроків для роздрібних торговців і спонукало К'юбана втрутитися та надати поради спільноті Reddit. В умовах нестабільності К'юбан був відвертим прихильником спільноти WallStreetBets разом з іншими багатими фінансовими діячами, як-от Чамат Паліхапітія, Кемерон Вінклвосс і Тайлер Вінклвосс. На сесії AMA К'юбан публічно поставив під сумнів довіру Комісії з цінних паперів і бірж США, а також можливості брокерських фірм із нульовою комісією, як-от Robinhood, які забороняли роздрібним трейдерам купувати акції GameStop та інші короткострокові акції, що, за його словами, підірвало попит. К'юбан порадив користувачам Reddit тримати акції GameStop, якщо вони можуть собі це дозволити, в очікуванні додаткових коротких продажів фірмами Волл-стріт, але зрештою визнав, що шанси були проти них, і використав це як корисний урок. Він розповів про свою техніку торгівлі, припускаючи, що трейдери знають, чому вони щось купують, і «HODL» (тримайтеся за дороге життя), доки не дізнаються, що щось змінилося. К'юбан відзначив необхідність зміни політики для кращої підтримки роздрібних трейдерів, віддав належне спільноті WallStreetBets за лідерство у цьому та висловив оптимізм щодо торгівлі блокчейном як більш ефективної, прозорої та надійної форми торгівлі для роздрібних торговців у майбутньому.
У жовтні 2021 року К'юбан заявив, що підтримує встановлення мінімальної зарплати прожиткового мінімуму.

### Фонд загиблих патріотів
К'юбан створив Фонд загиблих патріотів, щоб допомогти сім'ям американських військовослужбовців, загиблих або поранених під час війни в Іраку, особисто зробивши перший внесок у розмірі 1 мільйон доларів США з Фонду Марка К'юбана, яким керує його брат Браян К'юбан.

### Спекуляції щодо президентських виборів
У вересні 2015 року К'юбан заявив в інтерв'ю, що балотуватися у президенти — «кумедна ідея, яку можна було б обговорити», і що, якби він балотувався на президентських виборах у США 2016 року, він «міг би перемогти і Трампа, і Клінтон». Багато засобів масової інформації сприйняли це як ознаку того, що К'юбан розглядає можливість балотуватися, але невдовзі після цього він пояснив, що не має наміру цього робити.
У жовтні 2015 року К'юбан написав у Twitter: «Можливо, я балотуватимусь на спікера Палати представників». У той час не було кандидата на заміну, Джона Бонера, який залишав посаду. Спікер палати не обов'язково повинен бути членом Конгресу.
У травні 2016 року К'юбан сказав «Meet the Press», що він відкритий для того, щоб стати напарником Клінтон на виборах, хоча він намагатиметься змінити деякі з її позицій. У тому ж інтерв'ю К'юбан, який назвав себе «відчайдушно незалежним», також сказав, що він розгляне можливість балотуватися як кандидат від республіканців після зустрічі з Трампом для розуміння проблем, позиції Трампа щодо них і пошуку рішень. К'юбан також описав Трампа: «Він з тих хлопців, які весь час напиваються та падають, або весь час мелять дурниці, але він твій друг». 21 липня 2016 року К'юбан з'явився в прямому ефірі «Пізнього шоу зі Стівеном Кольбертом», у якому він висміював Трампа, зокрема згадуючи численні банкрутства його компаній та невдалу програму Університету Трампа, і ставив під сумнів розмір його фактичного капіталу.
У вересні 2016 року в інтерв'ю журналісту NPR Скотту Саймону К'юбан фактично позиціював себе на підтримку Клінтон. Він стверджував, що найкраща стратегія перемоги над Трампом — це напад на його невпевненість, особливо на його інтелект. Він також додав, що Трамп є найменш кваліфікованим для посади президента, і не поінформованим про політику.
Пізніше у вересні 2016 року, на інтерв'ю після президентських дебатів, К'юбан розкритикував слова Трампа, що сплата мінімально необхідні податки «це розумно», і розкритикував його за те, що він не повернув гроші в систему, яка дозволила йому накопичити такі багатства.
У жовтні 2017 року К'юбан заявив, що «однозначно» балотувався б у президенти, якби був самотнім. Пізніше того ж місяця К'юбан заявив, що якщо буде балотуватися у президенти у 2020 році, то тільки як республіканець, описавши себе як «соціального центриста… але дуже консервативного у фінансовому плані». Також припускали, що він міг кинути виклик Дональду Трампу у 2020 році як демократ. Однак у березні 2019 року в інтерв'ю газеті «Нью-Йорк дейлі ньюз» К'юбан заявив, що «рішуче розглядає можливість балотуватися» на пост президента як незалежний кандидат. У травні 2019 року К'юбан сказав: «Мені знадобився б ідеальний шторм, щоб це зробити. Є деякі речі, які можуть відкрити двері, але я зараз це не проєктую та не прогнозую».
У червні 2020 року в інтерв'ю CNN і колишньому раднику Обами Девіду Аксельроду К'юбан розповів, що серйозно розглядав можливість балотуватися в президенти як незалежний кандидат. Він навіть замовив національне опитування, яке, за словами К'юбана, показало, що він отримає лише 25 відсотків голосів у гіпотетичних перегонах з президентом Дональдом Трампом і колишнім віцепрезидентом Джо Байденом. К'юбан також сказав, що опитування показало, що його кандидатура відібрала б голоси як у Трампа, так і у Байдена.

## Особисте життя
У К'юбана є два брати Браян і Джефф.
У вересні 2002 року К'юбан одружився з Тіффані Стюарт на приватній церемонії на Барбадосі. У них дві доньки 2003 і 2006 років народження і син 2009 року народження. Вони живуть в особняку на території 24 000 м² в районі Престон Голлоу у Далласі, штат Техас.
У квітні 2019 року, пропустивши участь у ток-шоу, К'юбан пояснив, що йому зробили процедуру для лікування миготіння передсердь. Його діагноз вперше оприлюднили у 2017 році у Twitter.
К'юбан — вегетаріанець.

### Філантропія
У 2003 році К'юбан заснував Фонд загиблих патріотів для допомоги сім'ям американських військовослужбовців, які загинули або були поранені під час війни в Іраку.
У червні 2015 року К'юбан зробив пожертву в розмірі 5 мільйонів доларів Університету Індіани в Блумінгтоні для «Центру спортивних медіа та технологій Марка К'юбана», який побудували в шкільній баскетбольній арені.
У березні 2020 року, під час пандемії COVID-19, К'юбан опублікував пропозицію на LinkedIn для власників малого бізнесу, які мали запитання щодо того, що робити, щоб пережити економічний спад, спричинений пандемією. Він заявив, що люди можуть запитати його про що завгодно, але він надавав перевагу «допомозі малому бізнесу, намагаючись уникнути звільнень і скорочень годин роботи». Ця пропозиція отримала понад 10 тисяч коментарів.
У 2020 році К'юбан підібрав бездомного колишнього гравця НБА Делонте Веста на заправці в Далласі. Він оплатив готельний номер для Веста разом з його лікуванням від наркоманії у реабілітаційному центрі.
У 2022 році створили компанію Mark Cuban Cost Plus Drug Company для різкого зниження вартості ліків, що відпускаються за рецептом у США, та запровадження прозорості ціноутворення на ліки.

### Звинувачення у сексуальному насильстві
У статті від 6 березня 2018 року у «Willamette Week» повідомлялося про ймовірний інцидент у квітні 2011 року між К'юбаном і відвідувачкою бару Barrel Room у Портленді, штат Орегон. Жінка розповіла поліції Портленда, що К'юбан сексуально обмацував її, коли вона намагалася сфотографуватися з ним. Вона надала сім фотографій, дві з яких детектив поліції Портленда Брендан Макгвайр назвав «важливими». К'юбан заперечував звинувачення, а його адвокат надав результати тесту на поліграфі, проведеного К'юбаном, і письмові заяви двох лікарів, які стверджували, що описані дії були малоймовірними. Офіс окружного прокурора Портленда відмовився порушити кримінальне провадження через відсутність конкретних доказів на підтримку позову та на відсутність бажання жінки висувати звинувачення. 8 березня 2018 року НБА оголосила, що розглядає це звинувачення.

## Нагороди та відзнаки
НБА
- 2011: Чемпіон НБА (як власник «Даллас Маверікс»)[205]

Бізнес
- Нагорода випускників Школи бізнесу Келлі 1998 року як видатний підприємець: 1998[206]
- 2011: «D Magazine» CEO року[207]

ЗМІ
- 2011 Нагорода ESPY за видатну команду (як власник «Даллас Маверікс»)[208]

## Фільмографія

### Фільми
| Рік  | Назва                             | Роль          | Примітки |
| ---- | --------------------------------- | ------------- | -------- |
| 1994 | Розмова про секс                  | Мачо Марк     |          |
| 1995 | Загублений у морі                 | Лиходій       |          |
| 2004 | The Cookout                       | себе          |          |
| 2006 | Поставити все зразу               | себе          |          |
| 2006 | Як Майк 2: Стрітбол               | Тренер        |          |
| 2008 | Один, два, багато                 | Шеймус        |          |
| 2015 | Акулячий торнадо 3: Ой, біса, ні! | Президент США | [ 209 ]  |
| 2015 | Антураж                           | себе          |          |
| 2017 | Клаппер                           | себе          |          |
| 2018 | Гра закінчена, чоловіче!          | себе          |          |
| 2019 | Чого хочуть чоловіки              | себе          |          |
| 2022 | Дорога до НБА                     | себе          |          |

### Телебачення
| Рік          | Назва                                  | Роль                    | Примітки                                           |
| ------------ | -------------------------------------- | ----------------------- | -------------------------------------------------- |
| 2000         | Вокер, техаський рейнджер              | себе                    |                                                    |
| 2003         | WWE Survivor Series                    | Crowd member            | RKO'd by WWE Superstar Ренді Ортон.                |
| 2005         | Colbert Report                         | себе                    | Episode: 1.32                                      |
| 2004         | The Benefactor                         | себе                    | ведучий протягом 7 епізодів.                       |
| 2007         | The Loop                               | себе                    | Episode: Fatty                                     |
| 2007         | Dancing with the Stars                 | себе                    | Він з Кім Джонсон стали п'ятою парою, яка вибула.  |
| 2008–2015    | Real Time with Bill Maher              | себе                    | Episodes: 115, 220, 255, 364                       |
| 2008         | Сімпсони                               | себе (озвучення)        | Episode: «The Burns and the Bees»                  |
| 2009         | WWE Raw                                | себе                    | гостьовий ведучий.                                 |
| 2010         | NBA All-Star Weekend Celebrity Game    | себе                    | грав за західну команду.                           |
| 2010–2011    | Антураж                                | себе                    | Episodes: «Sniff Sniff Gang Bang», «One Last Shot» |
| 2010–дотепер | Shark Tank                             | себе                    |                                                    |
| 2012         | Sketchers Super Bowl XLVI Commercial   | Mr. Quiggly's manager   |                                                    |
| 2012         | Trust Us With Your Life                | себе                    | Episode: 1.03                                      |
| 2012         | The Men Who Built America              | себе                    |                                                    |
| 2012         | Кік Бутовський: Розбишака з передмістя | Mr. Gibble (озвучення)  | Episode: «Goodbye Gully»                           |
| 2013         | Даллас                                 | себе                    | Episode: «J.R.'s Masterpiece»                      |
| 2013         | The Neighbors                          | себе                    | Episode: «We Jumped The Shark (Tank)»              |
| 2013         | Fast N' Loud                           | себе                    | Episode: «Cool Customline»                         |
| 2013         | Necessary Roughness                    | себе                    | Episode: «There's The Door»                        |
| 2014         | Американський тато!                    | себе (озвучення)        | Episode: «Introducing The Naughty Stewardesses»    |
| 2014         | Bad Teacher                            | себе                    | Episode: «Fieldtrippers»                           |
| 2014         | The League                             | себе                    | Episode: «The Height Supremacist»                  |
| 2014         | Cristela                               | себе                    | Episode: «Super Fan»                               |
| 2016         | Girl Meets World                       | себе                    | Episode: «Girl Meets Money»                        |
| 2017         | Fast N' Loud                           | себе                    | Episode: «100 Monkeys»                             |
| 2017         | Мільярди                               | себе                    | Episode: «The Oath»                                |
| 2018         | Bar Rescue                             | себе                    | Episode: «Operation: Puerto Rico»                  |
| 2019         | Мільярди                               | себе                    | Episode: «Extreme Sandbox»                         |
| 2019         | Новобранець                            | себе                    | Episode: «Impact»                                  |
| 2019         | Grace and Frankie                      | себе                    | Episode: «The Tank»                                |
| 2020         | Бруклін 9-9                            | себе                    | Episode: «The Takeback»                            |
| 2020         | Brain Games                            | себе                    | Episode: «Power and Money»                         |
| 2020         | Trailer Park Boys: The Animated Series | себе                    |                                                    |
| 2022         | Beat Bobby Flay                        | себе; гостьовий ведучий | Episode: «A Deal to Beat Bobby»                    |
| 2022         | Home Economics                         | себе                    | Episode: «Poker Game, $800 Buy-In»                 |